# 巴托洛梅奥·潘恰蒂基肖像
《巴托洛梅奥·潘恰蒂基肖像》是意大利画家 布龙齐诺 的一幅木板油画，大约绘制于1540 年。自 1704 年起藏于意大利佛罗伦萨的乌菲兹美术馆。
巴托洛梅奥·潘恰蒂基是佛罗伦萨人文主义者和政治家。